# Otocrania mutica
Otocrania mutica är en insektsart som beskrevs av Ludwig Redtenbacher 1908. Otocrania mutica ingår i släktet Otocrania och familjen Phasmatidae. Inga underarter finns listade i Catalogue of Life.